# Готфрид II фон Раабс
Готфрид II фон Раабс (на немски: Gottfried II von Raabs, † ок. 1137) е от ок. 1105 до ок. 1137 г. бургграф на средновековното бургграфство Нюрнберг заедно с по-малкия си брат Конрад I фон Раабс († ок. 1143).

## Произход и наследство
Готфрид II е син на Готфрид I фон Госхам († ок. 31 март 1084) и внук на Улрих фон Госхам († ок. юли 1083) от фамилията на графовете на Раабс в Маркграфство Остаричи (Маркграфство Австрия), тогава управлявано от Бабенбергите. Брат е на Гебхард, епископ на Регенсбург († 14 юли 1105, убит).
През 1105 г. император Хайнрих IV назначава братята Готфрид II и Конрад I да отговарят за замъка и град Нюрнберг. След смъртта на Готфрид II брат му Конрад I († ок. 1155) го наследява като госоподар на Нюрнбергския замък, а след неговата смърт бургграф става Готфрид III Раабс, синът на Готфрид II.